# 齋藤章雄
齋藤 章雄（さいとう あきお、1958年 - ）とは、和食の料理家である。
有限会社「典座舎」代表取締役。全国各地方の地域活性化を目指し、食文化の普及活動に努める。

## 経歴
1958年福岡県筑後市出身。九州博多から板前修業をはじめ、京懐石「柿傳」にて和食の修行を積む。

横浜商科大学・観光マネジメント学科（貿易・観光学科）に在籍していた。
- 東京・代官山の日本料理「だいこんや」料理長就任。
- 1992年「センチュリーハイアット東京」 鮨割烹「京」料理長就任。
- 1996年「ホテルセンチュリー静岡」の日本料理・料理長に就任。
- 2002年「グランドハイアット東京」の日本料理・統括料理長に就任。
- 2005年「コンラッド東京」の日本料理・統括料理長に就任。
- 2011年　有限会社「典座舎」代表取締役。
- 2011年4月19日 六本木三丁目に日本料理店『しち十二候』オープン（2016年閉店）
- 2012年10月3日 東京ステーションホテル内に『しち十二候』オープン
- 2014年5月「宇都宮グランドホテル」の総料理長に就任[1]。
- 2016年8月 銀座六丁目に『Cotohi』オープン
- 2017年8月　Le Cordon Bleu　日本料理アンバサダー就任
- 2019年7月 池尻大橋に『Beyond　Veg』ヴィーガン料理店オープン
- 2024年5月　横浜に『天麩良＆刺身　天刺』オープン

## 免許・資格
- 調理師免許	昭和55年1月10日
- 東京都ふぐ調理師免許平成3年10月21日
- 食鳥処理衛生管理者       平成4年1月28日
- 日本料理専門調理師        平成4年3月30日
- 職業訓練指導員免許        平成5年9月8日

## 役職
- 公益社団法人 日本全職業調理師協会 理事
- 公益社団法人 日本料理研究会 常任相談役
- 公益社団法人 日本調理師連合会 師範
- 一般社団法人 東京都日本調理技能士会 会長
- 一般社団法人 日本鉄板焼協会 顧問
- 日本調理師 正友六進会 名誉会長
- 日本パーティープランナー協会 講師

## 認定
- 東京都優秀技能者（東京マイスター）  平成20年
- 一般社団法人 全国技能士連合会  全技連マイスター 平成20年9月1日
- 経済産業省 The Wonder 500 プロデューサー
- 農林水産省 日本食普及の親善大使   平成29年2月
- ふくしま応援シェフ

## 受賞
- 「黄綬褒章」授章　令和6年11月3日
- 「卓越した技能者（現代の名工）」表彰　令和5年11月13日
- 厚生労働大臣表彰                  			平成28年11月22日
- 公益社団法人 日本料理研究会 会長表彰 	平成28年6月15日
- 一般社団法人全国技能士連合会 会長表彰 	平成27年11月5日
- 社団法人 全国技能士会連合会 会長表彰 	平成19年7月6日
- 東京都知事賞                 　　　　　平成19年6月30日
- 全国日本調理技能士会連合会 会長表彰  	平成18年7月12日
- 社団法人 日本全職業調理士協会 会長表彰       	平成17年5月24日
- 東京都職業能力開発協会 会長賞               		平成16年6月26日
- 東京都技能士会連合会 感謝状                 		平成16年6月2日
- 東京都技能士会連合会 会長賞	        	平成15年6月21日
- 静岡県知事 顕彰                   			平成15年3月26日
- 第22回技能グランプリ 第2位表彰       	平成15年3月3日
- 全国日本調理技能士会連合会 会長賞	平成15年3月1日
- 社団法人 全国技能士会連合会 感謝状	平成15年１月17日
- 全国日本調理技能士会連合会 会長表彰	平成14年6月18日
- 静岡県知事 顕彰			平成14年1月25日
- 第21回技能グランプリ 第2位表彰	平成13年11月27日
- 全国日本調理技能士会連合会 会長賞	平成13年11月25日
- 静岡西ロータリークラブ 会長表彰	平成13年４月11日
- 静岡県知事 顕彰			平成13年3月30日
- 第20回技能グランプリ 敢闘賞		平成13年3月5日
- 全国日本調理技能士会連合会 会長賞	平成12年3月4日

## 地域の活性化
- 『地域資源発掘型マーケティング』朝ごはんプロジェクトメニュー開発 （新潟県松之山・平成22年）
- 『産業振興事業』商品開発アドバイザー （高知県・平成26年）
- 『体験型旅行推進人材育成事業』 （宮城県気仙沼・平成26年）
- 『島プロジェクト実践』料理アドバイザー （島根県海士町・平成26年）
- 『地域特徴ある食材を活かした食のブランド化』アドバイザー （徳島県祖谷・平成26年）
- 信州『食』の魅力づくり実践講座
- 題名『お客様の求める土地の味』長野県観光部・農政部 （長野県・平成24年）
- 観光まちづくり（空古民家調査・食材調査＋メニュー開発）
- 長崎県小値賀町 （長崎県・平成20年）
- 徳島県三好市東祖谷 （徳島県・平成20年）
- 奈良県五條市 （奈良県・平成20年）
- 三重ブランドアカデミー 講師 （三重県・平成21年）
- 目指せ！弥太郎商人塾 講師 （高知県・平成22年）
- 島根もの・ことカレッジ（島カレ）講師 （島根県・平成26年～）
- 徳之島 島の逸品プロジェクト 講師 （徳之島・平成29年）

海外
- ベルギー＆オランダ日本料理セミナー （農水省・平成27年）
- 『Nippoonおいしい使節団』
- ブルガリア＆ルーマニア日本料理セミナー （農水省・平成26年）
- 『TAKUMIJAPAN』
- ニューヨーク日本料理セミナー （全国商工連合会・平成26年）
- 南アフリカ日本食デモンストレーション （外務省・平成27年）
- ブルガリアCULINARY ACADEMY にて日本料理講習会　（農水省　平成30年11月）
- ブルガリア日本大使館公邸にて日本料理イベント　（農水省　平成30年11月）
- ルーマニア日本料理イベント　（令和5年10月）
- ブルガリアCULINARY ACADEMY にて日本料理講習会　（令和5年10月）
- ブルガリアソフィア大学日本学科にて日本食文化について講義　（令和5年10月）
- アメリカ　フェニックス「Umami　Workshop」(令和6年1月）